# Armando José María Rossi
Armando José María Rossi OP (* 14. April 1945 in Buenos Aires, Argentinien) ist ein argentinischer Ordensgeistlicher und emeritierter römisch-katholischer Bischof von Concepción.

## Leben
Armando José María Rossi trat in die Ordensgemeinschaft der Dominikaner ein und empfing am 20. Dezember 1970 das Sakrament der Priesterweihe.
Am 14. November 2000 ernannte ihn Papst Johannes Paul II. zum Koadjutorbischof von Concepción. Der Erzbischof von Salta, Mario Antonio Cargnello, spendete ihm am 22. Dezember desselben Jahres die Bischofsweihe; Mitkonsekratoren waren der Bischof von Concepción, Bernhard Heinrich Witte OMI, und der Bischof von Orán, Jorge Rubén Lugones SJ.
Am 28. Juli 2001 wurde Armando José María Rossi in Nachfolge von Bernhard Heinrich Witte OMI, der aus Altersgründen zurücktrat, Bischof von Concepción.
Kurz vor Erreichen der Altersgrenze für Bischöfe nahm Papst Franziskus am 19. März 2020 seinen Rücktritt an.